# Drogenkartell
Drogenkartelle (auch Drogen-Syndikate) werden Ringe von Drogenhändlern genannt, die im großen Stil illegal Drogen vertreiben und meist mafiöse Strukturen aufweisen. Oft sind sie jedoch keine tatsächlichen Kartelle, also Zusammenschlüsse von Konkurrenten, sondern hierarchisch strukturierte kriminelle Organisationen. Die meisten Drogenkartelle sind in Lateinamerika aktiv.
Einige Drogenkartelle haben ihre Geschäftsaktivitäten diversifiziert und verdienen ihr Geld nicht nur mit Drogen, sondern auch durch Menschenhandel, Waffenhandel und Rohstoffhandel (darunter beispielsweise Treibstoff).

## Bekannte Drogenkartelle
| Name                               | Ursprungsland | Gründungszeit |
| ---------------------------------- | ------------- | ------------- |
| Cali-Kartell                       | Kolumbien     | 1970er        |
| Medellín-Kartell                   | Kolumbien     | 1970er        |
| Oficina de Envigado                | Kolumbien     | 1980er        |
| Cartel de la Costa                 | Kolumbien     | 1980er        |
| Norte-del-Valle-Kartell            | Kolumbien     | 1990er        |
| Los Rastrojos                      | Kolumbien     | 2000er        |
| Golf-Clan                          | Kolumbien     | 2007          |
| Guadalajara-Kartell                | Mexiko        | 1970er        |
| Golf-Kartell                       | Mexiko        | 1980er        |
| Juárez-Kartell                     | Mexiko        | 1980er        |
| Tijuana-Kartell                    | Mexiko        | 1980er        |
| Sinaloa-Kartell                    | Mexiko        | 1980er        |
| Sonora-Kartell                     | Mexiko        | 1980er        |
| Colima-Kartell                     | Mexiko        | 1980er        |
| Milenio-Kartell                    | Mexiko        | 1990er        |
| La Familia Michoacana              | Mexiko        | 2006          |
| Beltrán-Leyva-Kartell              | Mexiko        | 2008          |
| Kartell Jalisco Nueva Generación   | Mexiko        | 2010          |
| La Resistencia                     | Mexiko        | 2010          |
| Los Caballeros Templarios          | Mexiko        | 2011          |
| Los Zetas                          | Mexiko        | 2010          |
| La Corporación                     | Bolivien      | 1970er        |
| Santa Cruz Cartel                  | Bolivien      | 1980er        |
| Santa Rosa de Lima (Drogenkartell) | Mexiko        | 2014          |
| Cachiros                           | Honduras      | 1990er        |
| Shower Posse                       | Jamaika       | 1990er        |